# Raphitoma cordieri
Raphitoma cordieri é uma espécie de gastrópode do gênero Raphitoma, pertencente a família Raphitomidae.